# Herpsilochmus dorsimaculatus
Herpsilochmus dorsimaculatus là một loài chim trong họ Thamnophilidae.